# Mittagsrennratte
Die Mittagsrennratte (Meriones meridianus), auch Mittagsrennmaus, ist eine Nagetierart aus der Gattung der Rennratten (Meriones) innerhalb der Rennmäuse (Gerbillinae). Sie ist in Trockengebieten über weite Teile Asiens verbreitet.

## Merkmale
Die Mittagsrennratte erreicht eine Kopf-Rumpf-Länge von 9,5 bis 13,4 Zentimetern mit einem Schwanz von 8,4 bis 12,0 Zentimetern Länge. Die Hinterfußlänge beträgt etwa 25 bis 34 Millimeter, die Ohrlänge 10 bis 19 Millimeter. Es handelt sich entsprechend um eine mittelgroße Art der Gattung, sie ist kleiner als die Libysche Rennratte (M. libycus) und die Tamarisken-Rennratte (Meriones tamariscinus). Das Rückenfell ist hell graubraun, graubraun oder dunkelbraun, die Haare haben eine graubraune Basis. Das Bauchfell ist wollig und weiß gefärbt, auf der Brust befindet sich ein schmaler brauner Streifen. Die Hinterfüße sind dicht behaart mit rötlichen Haaren, die Sohlen haben keine nackten Stellen und die Zehen besitzen weiße Krallen. Die Schwanzlänge entspricht etwa der Kopf-Rumpf-Länge, er ist oberseits blass- bis ockerfarben-braun und unterseits etwas heller gefärbt.
Der Schädel hat eine Gesamtlänge von 31 bis 36 Millimeter. Die Paukenblase (Bulla tympanica) ist sehr groß, sie erreicht 33 % der Gesamtlänge des Schädels. Die Knochenleiste oberhalb der Augen (Supraoriballeisten) ist bei dieser Art in der Regel nur schwach ausgebildet. Das Fenster des Gaumenbeins ist lang ausgebildet.

## Verbreitung
Die Mittagsrennratte ist über weite Teile Asiens verbreitet. Das Verbreitungsgebiet reicht vom Nordosten des Iran und dem Westen des Kaspischen Meeres in Russland über Kasachstan, Afghanistan, Kirgisistan, Tadschikistan, Turkmenistan, Usbekistan bis in den Westen und Süden der Mongolei und den Norden der Volksrepublik China. In China umfasst das Verbreitungsgebiet große Teile von Xinjiang, Gansu, Qinghai, Shanxi, Shaanxi, Hebei, Nei Mongol und Ningxia.

## Lebensweise

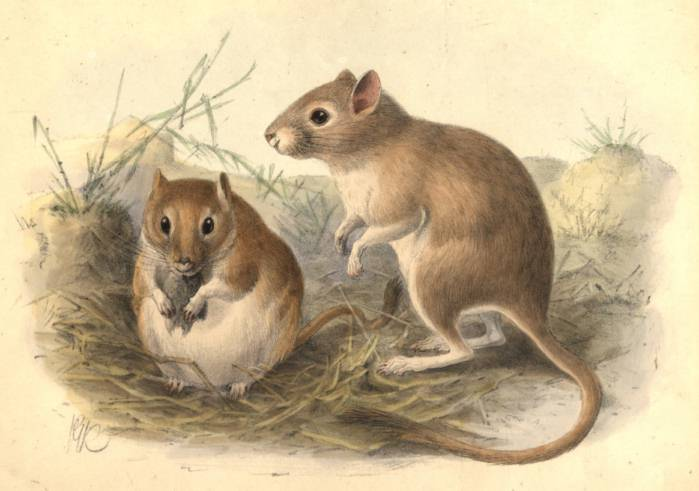
Darstellung der Mittagsrennratte von John Gerrard Keulemans (1842–1912)

Die Mittagsrennratte lebt in Trockengebieten und Sandwüsten und ist an das Leben in extremer Trockenheit entsprechend angepasst. Sie bevorzugt hügelige und gebüschige Regionen mit Dornbüschen als vorherrschender Vegetation und kommt in sandigen Habitaten unterschiedlicher Bodenstabilität vor, wobei sie auch fragmentierte Sandlandschaften und Flugsandgebiete sowie im Westen des Verbreitungsgebietes auch Sandbereiche der Steppen bewohnt. Die Tiere sind im Gegensatz zur Mongolischen Rennratte (Meriones unguiculatus) vor allem nachtaktiv, nur im Herbst und Winter ist sie auch tagsüber aktiv (im Kontrast zu ihrem Trivialnamen, dessen Herkunft unbekannt ist). Sie lebt sozial und bildet Kolonien, die Tiere legen einfache bis komplexe Baue im Bereich der Gebüsche an und unterhalb der Vegetation an. Die Winterbaue können dabei bis zwei Meter tief sein, die Längen reichen bis vier Meter. Die Ernährung der Mittagsrennratte ist primär herbivor und die Nahrung setzt sich aus Samen, Früchten und seltener Blättern der Wüstenvegetation und auch Insekten zusammen. Teile der Nahrung lagert sie im Bau, die Gesamtmenge dieser Lagerbestände ist allerdings vergleichsweise klein und beträgt etwa 800 Gramm.
Die Fortpflanzungsaktivität findet über das gesamte Jahr statt. Die Intensität und zeitliche Varianz variiert regional abhängig vom lokalen Klima und unterscheidet sich bei Populationen im Süden des Verbreitungsgebietes deutlich von denen im Norden. Im Süden beginnt die Aktivität im Februar bis März und reicht bis in den Oktober und kann unter optimalen Bedingungen das gesamte Jahr umfassen, im Norden reicht sie vom April bis in den September mit zwei Maxima im Frühjahr und Herbst, nimmt jedoch im Sommer sowie im Winter deutlich ab oder kommt zum Erliegen. Die jungen Weibchen gebären ein bis zwei Mal im Jahr, nach einem Jahr bis zu drei Mal im Jahr. Die Anzahl der Jungtiere pro Wurf reicht von einem bis zwölf und beträgt durchschnittlich sechs.
Die Bestandsdichten sind in der Regel vergleichsweise hoch und können regional und zeitlich großen Schwankungen unterworfen sein. Abhängig von den Winterbedingungen und der Verfügbarkeit der Nahrung können diese Schwankungen um den Faktor 10 oder mehr schwanken. Wie andere Rennmäuse ist auch die Mittagsrennratte ein potenzieller Träger des Pestbakteriums (Yersinia pestis), die Bestände werden entsprechend kontrolliert.

## Systematik

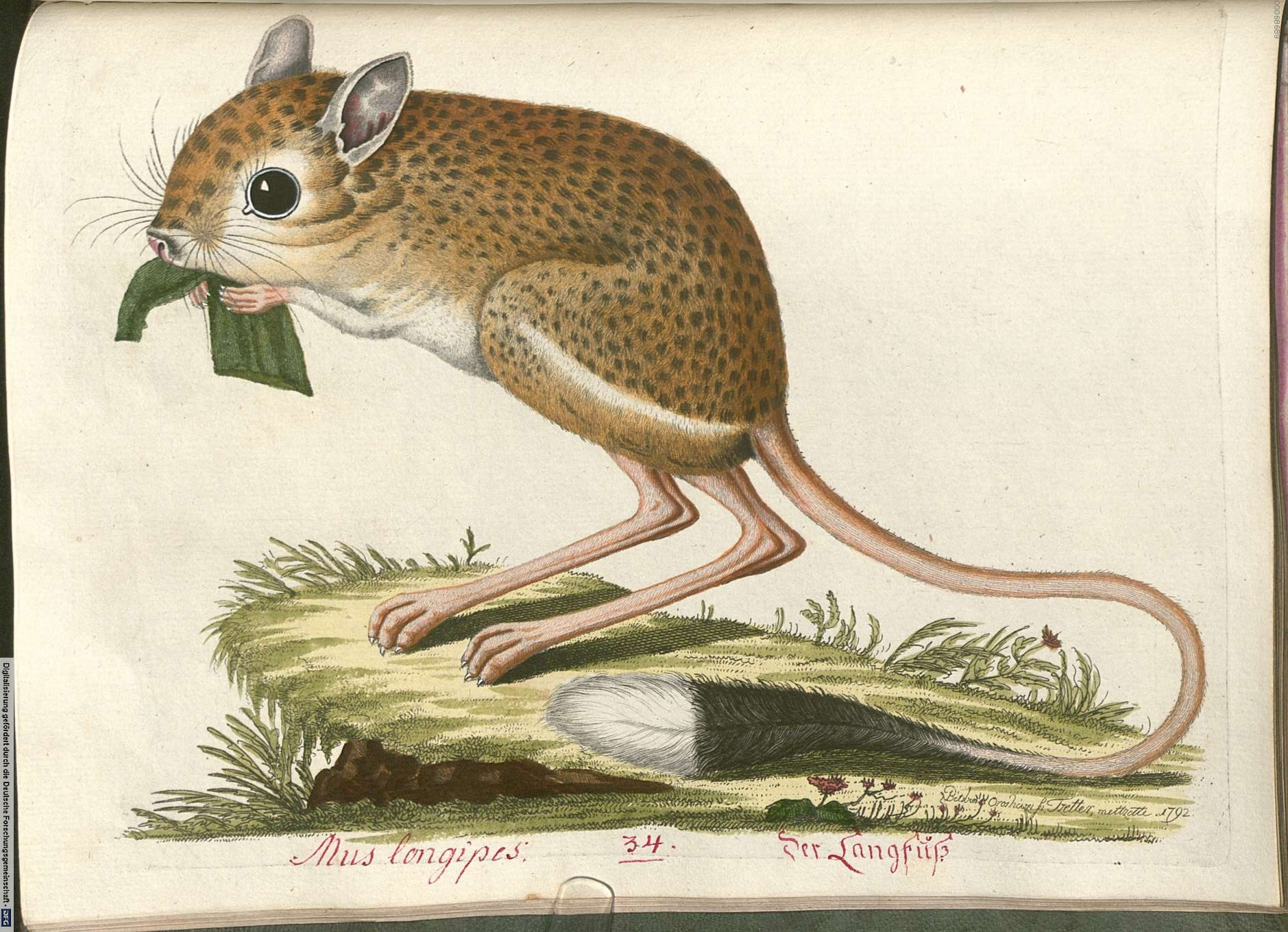
Darstellung der Mittagsrennratte von 1795

Die Mittagsrennratte wird häufig als eigenständige Art innerhalb der Rennratten (Meriones) eingeordnet, die aus etwa 20 Arten besteht. Die wissenschaftliche Erstbeschreibung stammt von dem deutschen Naturforscher Peter Simon Pallas, der die Art 1773 anhand von Individuen aus dem Oblast Astrachan im Südosten Russlands beschrieb. Sie wird der Untergattung Pallasiomys zugeordnet. Die Mittagsrennratte wird teilweise als Artenkomplex mehrerer Arten betrachtet, teilweise werden jedoch auch bereits teilweise als eigenständig betrachtete Arten wie die Cheng-Rennratte (Meriones chengi) auf der Basis molekularbiologischer Untersuchungen wieder mit der Mittagsrennratte synonymisiert. Auch die Armenische Rennratte (Meriones dahli) wird teilweise als eigenständige Art und teilweise als Synonym der Mittagsrennratte betrachtet.

## Status, Bedrohung und Schutz
Die Mittagsrennratte wird von der International Union for Conservation of Nature and Natural Resources (IUCN) als nicht gefährdet (least concern) eingeordnet. Begründet wird dies mit dem sehr großen Verbreitungsgebiet und dem häufigen Vorkommen der Art. Potenzielle Gefährdungen sind für die Art nicht vorhanden.

## Belege
1. 1 2 3 4 5 6  Darrin Lunde, Andrew T. Smith: Mid-Day Gerbil. In: Andrew T. Smith, Yan Xie: A Guide to the Mammals of China. Princeton University Press, Princeton NJ 2008, ISBN 978-0-691-09984-2, S. 250.
2. 1 2 3 4 5  Meriones meridianus in der Roten Liste gefährdeter Arten der IUCN 2016.2. Eingestellt von: N. Batsaikhan, K. Tsytsulina, N. Formozov, B. Sheftel, 2008. Abgerufen am 19. November 2016.
3. 1 2  Meriones (Pallasiomys) meridianus. In: Don E. Wilson, DeeAnn M. Reeder (Hrsg.): Mammal Species of the World. A taxonomic and geographic Reference. 2 Bände. 3. Auflage. Johns Hopkins University Press, Baltimore MD 2005, ISBN 0-8018-8221-4.
4. ↑  Mamoru Ito, Wei Jiang, Jun J. Sato, Qiang Zhen, Wei Jiao, Kazuo Goto, Hiroshi Sato, Kenji Ishiwata, Yuzaburo Oku, June-Jie Chai, Haruo Kamiya: Molecular phylogeny of the subfamily Gerbillinae (Muridae, Rodentia) with emphasis on species living in the Xinjiang-Uygur Autonomous Region of China and based on the mitochondrial cytochrome b and cytochrome c oxidase subunit II genes. In: Zoological Science. Band 27, Nr. 3, 2010, S. 269–278, doi:10.2108/zsj.27.269.
5. ↑  Igor Jakowlewitsch Pawlinow: A review of phylogeny and classification of Gerbillinae (Mammalia: Rodentia). In: Зоологические исследования. Nr. 9, 2008, S. 1–68.
6. ↑  Ying Wang, Li-Ming Zhao, Feng-jie Fang, Ji-Cheng Liao, Nai-Fa Liu (2013): Intraspecific molecular phylogeny and phylogeography of the Meriones meridianus (Rodentia: Cricetidae) complex in northern China reflect the processes of desertification and the Tianshan Mountains uplift. Biological Journal of the Linnean Society 110: 362–383.